# Rhegmoclema khukri
Rhegmoclema khukri är en tvåvingeart som beskrevs av Haenni 1989. Rhegmoclema khukri ingår i släktet Rhegmoclema och familjen dyngmyggor.
Artens utbredningsområde är Nepal. Inga underarter finns listade i Catalogue of Life.